# Merv
Merv (en persa: مرو‎) fue una ciudad-oasis de gran importancia de Asia Central sobre la histórica Ruta de la Seda, en el actual Turkmenistán, cerca de la actual ciudad de Mary. Durante el siglo XII fue brevemente la ciudad más poblada del mundo. En 1999 la Unesco la declaró como Patrimonio de la Humanidad, llamándolo Parque Nacional Histórico y Cultural de la Antigua Merv. Se corresponde con la actual ciudad de Erk Gala (Gyaur Gala).

## Geografía
El oasis está situado en el límite sur del desierto de Karakum, a latitud 37°30′ N, y longitud 62° E. Se encuentra a 370 km al norte de Herat y 450 km al sureste de Jiva, y cubre una superficie de 4.900 kmª. Al sur de Merv las cadenas de montañas que derivan del Hindu Kush se interrumpen durante 290 km. 
Por allí fluyen hacia el norte los ríos Hari Rud y Murgab hasta perderse en el desierto del Karakum, y colocan la ciudad de Merv como bastión de entrada a Afganistán, al situarse entre Irán y los estados de Bujará y Samarcanda.
El oasis donde se ubicaba recibía agua del río Murgab y se transportaba fría mediante túneles subterráneos. La ciudad se constituía de dos partes principales separadas por el canal Razik. Al este estaba Gyaur-kala (Giaur Gala), la parte más antigua y que se constituyó en el shahristán de Merv, con una forma cuadrada y rodeada por una muralla de 30 metros de alto, 12 de ancho y 4 kilómetros de diámetro. Poseía zonas urbanas, palacios, templos y barrios de artesanos, al norte tenía una ciudadela circular llamada Erk-kala (Erk-Gala). Con el tiempo, la zona urbana se expandió al oeste hasta ocupar el área entre los canales Razik y Jurmuzfarra. Al oeste del Razik estaba la zona nueva, Sultan-kala (Sultan Gala), de forma ovoide y que durante los selyúcidas fue protegida con su propia muralla y por una fortaleza llamada Shajriar-Arq, ubicada en su parte septentrional. Por su esplendor cultural y económico, Mer sería apodada Shakjahan, «alma de los reyes».
Las expediciones arqueológicas de Aleksandr Yakubovsky determinaron que tenía dos ciudadelas, Tashkala y Akkala, y un vasto sharistán con hermosos minaretes, mausoleos, caravasares y puertas. Tenía una forma rectangular, con sus esquinas orientadas a los puntos cardinales, estaba rodeada de un foso y muralla y contaba con puentes levadizos.
La ciudad tenía menos edificios monumentales que Samarcanda o Bujará, pero las superaba en esplendor. Poseía diez grandes bibliotecas que sumaban hasta 150 000 volúmenes según crónicas medievales. El geógrafo árabe Yaqut al-Hamawi contó que la principal estaba dentro de la gran mezquita y tenía 12 000 libros. El polímata persa Omar Jayam, entre otros, pasó muchos años trabajando en el observatorio de Merv. El geógrafo y viajero persa Al-Istajri describió la ciudad como «De todos los países de Irán, esta gente se destacó por su talento y educación». Durante este período fue conocida como Marw al-Shāhijān, «Merv la Grande», y con frecuencia se la consideraba la capital del mundo islámico oriental.

## Historia

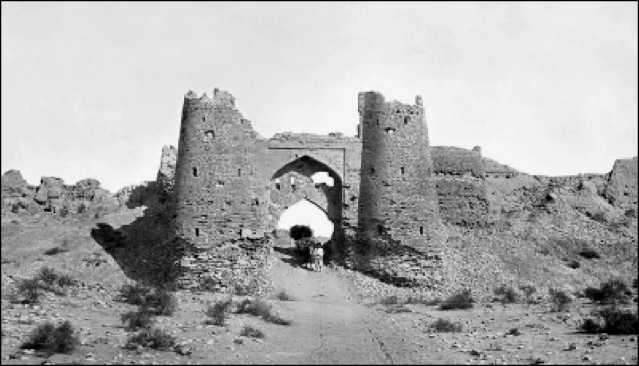
Merv en 1913.

Alejandría de Margiana estaba situada en las proximidades de Merv. La ciudad, fundada por Alejandro Magno en 328 a. C., fue destruida por los nómadas y reconstruida por Antíoco I Sóter, emperador seléucida, poco después del año 293 a. C.. Recibió entonces el nombre de Antioquía de Margiana (griego antiguo: Αντιόχεια η Μαργιανή).
Antíoco, quien en 293 a. C., se había casado con Estratonice, la hija de Demetrio Poliorcetes, fue enviado como corregente a las satrapías superiores, donde reafirmó el poder seléucida, sobre todo gracias a fundaciones y refundaciones de ciudades, como el mencionado caso de Antioquía.
Las excavaciones arqueológicas de la época soviética revelan que la ciudad podría haber sido fundada por el rey seléucida Antíoco I Sóter, entre los años 280 y 261 a. C., con el nombre de Margiana. Pero a un centenar de kilómetros de allí se han hallado restos muy anteriores, del siglo XV a. C..
Después de los seléucidas se establecieron en ella los partos, y tras estos los sasánidas, con los cuales fue un reino tolerante que permitió la convivencia entre budistas, zoroastrianos y cristianos nestorianos.
En el siglo VII, los árabes la colonizaron y la elevaron a un nivel de prosperidad desconocido hasta entonces: la ciudad ocupaba una superficie de 130 km², un 30% más que la actual Barcelona (2022). Durante cinco siglos fue la segunda capital del islam, únicamente superada por Bagdad.

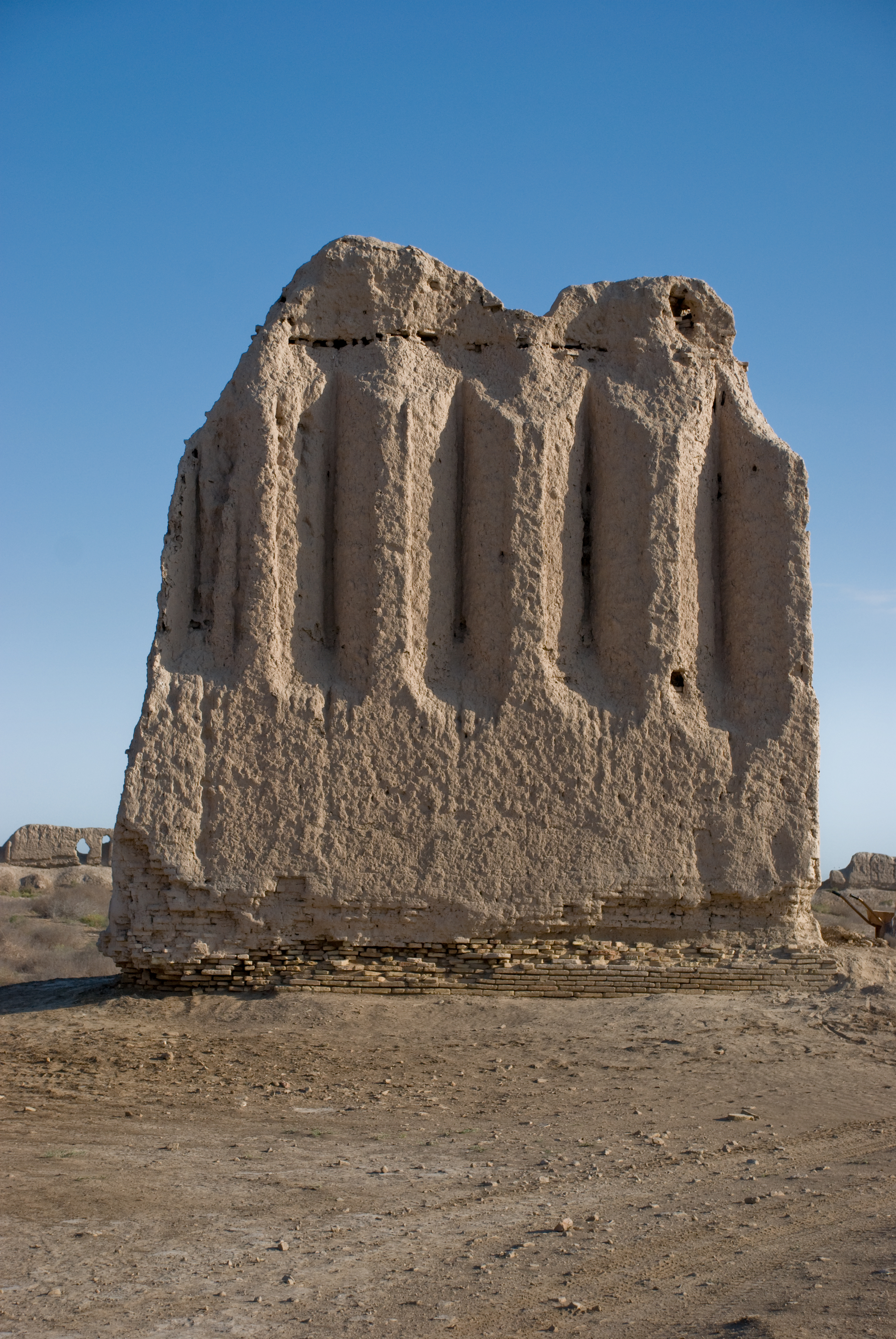
Exterior de la Kepderihana, estructura selyúcida, parte de Kyz Qala.

Durante este período fue conocida como Marw al-Shāhijān, la mayor ciudad iraní en la Ruta de la Seda situada en el Gran Jorasán. Capital de varias dinastías a lo largo de su rica historia, fue la sede del califa Al-Mamún y capital del Califato abásida al comienzo del siglo IX. En los siglos XI y XII fue capital de la dinastía selyúcida. Rivalizó con Nishapur por la preeminencia en Jorasán hasta que se impuso Merv como la principal urbe de Jorasán.
Pero la decadencia llegó en el siglo XIII con la llegada de los mongoles. En enero de 1221, el hijo de Gengis Kan ordenó el asedio de Merv. Durante una semana preparó a sus tropas y el séptimo día, cuando tuvo las catapultas a punto, entró dentro del recinto amurallado. La mayoría de edificios fueron derruidos. En la ciudadela que domina las ruinas del yacimiento arqueológico aún pueden verse los impactos de los proyectiles de las catapultas mongolas.
La ciudad fue reconstruida por los timúridas, los safávidas y los turcomanos, pero Merv nunca más recuperaría la gloria perdida.

## Población
El demógrafo Tertius Chandler no da cifras exactas, pero enlista a Merv entre las ciudades con más de 40 000 habitantes en el año 800; posiblemente ya alcanzara esa cifra en los siglos II, VI y VII. Hacia el año 1100 debió superar los 100 000 y en 1150 los 200 000. Esto coincide con datos de que la ciudad movilizó 30 000 combatientes en 1141, lo que supondría que la ciudad tenía unos 180 000 habitantes. Sin embargo, cuando el imperio de los selyúcidas se fragmentó, Merv se redujo a apenas 70 000 vecinos en 1200, a pesar de lo cual seguía siendo la principal ciudad de Jorasán. En un segundo listado de ciudades ordenadas de mayor a menor población, referido también al 1200, no da cifras sobre Merv, pero le ubica entre Isfahán, a la que asignaba 70 000 habitantes, y Liaoyang, con 60 000, estando justo por debajo de Isfahán. Sin embargo, definitivamente tendría más de 40 000, pues es el mínimo de población que Chandler consideraba para sus listas.
El académico británico Hugo Slim cree que la ciudad tenía unos 70 000 habitantes en el siglo XIII. Su colega John Man estaba de acuerdo con esa cifra, aunque creía que había mucha más gente dentro de sus murallas durante el asedio producto que llegaron numerosos refugiados del campo. El erudito Frank McLynn eleva el número a 200 000 habitantes. La historiadora canadiense Maria Subtelny creía que la ciudad alcanzó los 150 000 en los siglos X y XI. El orientalista ruso Aleksandr Yakubovski creía que durante el esplendor de los karajánidas, las ciudades de Asia Central eran mucho mayores que las de Europa, y algunas como Merv superaron los 200 000 habitantes en el siglo X.
El historiador ruso Oleg Bolshakov calculó la densidad demográfica promedio de una ciudad de Asia Central del siglo VIII, equivalente a su área central (sharistán) en los siglos IX y XII. Basado en estudios arqueológicos, calculó que Sultán Kala, área alrededor del canal de Majan, era la más poblada y abarcaba 300 a 350 hectáreas (230 personas por hectárea). La parte más antigua, Gyaur Kala, tenía una densidad algo menor (100 a 125 personas por hectárea) y abarcaba unas 170 hectáreas. Finalmente, arrabales con unos límites poco definidos, por lo que podían ocupar un área de 500 a 1000 hectáreas. Aunque otros historiadores dan cálculos diferentes, Bolshakov estimaba que la ciudad pudo alcanzar los 50 000 habitantes en el siglo VIII, los 100 000 en el X y los 150 000 durante su época de esplendor con los selyúcidas.
El historiador Hugh Kennedy estimó que la ciudadela tenía una superficie de 20 hectáreas y el sharistán de otras 400. Estimando una media de 100 a 200 personas por hectáreas, propuso que Merv en el siglo VIII tenía entre cuarenta y ochenta mil habitantes, sin incluir aldeas cercanas.
El historiador francés Étienne de la Vaissière estimaba que todo el oasis de Merv no podía albergar más de medio millón de habitantes a inicios de la Edad Media, probablemente sólo trescientos a cuatrocientos mil.

## Galería de imágenes

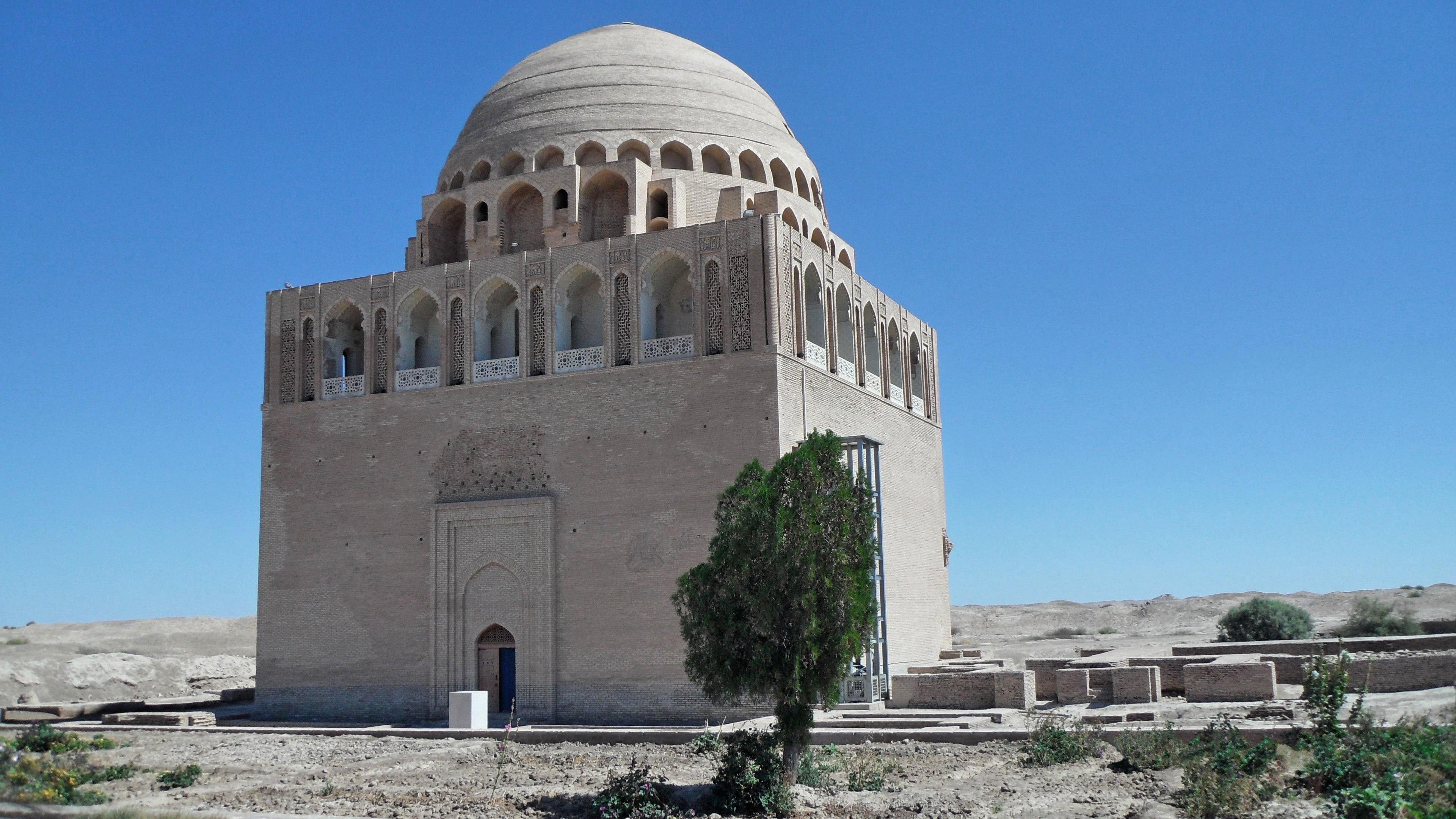
Tumba de Sultan Sanjar
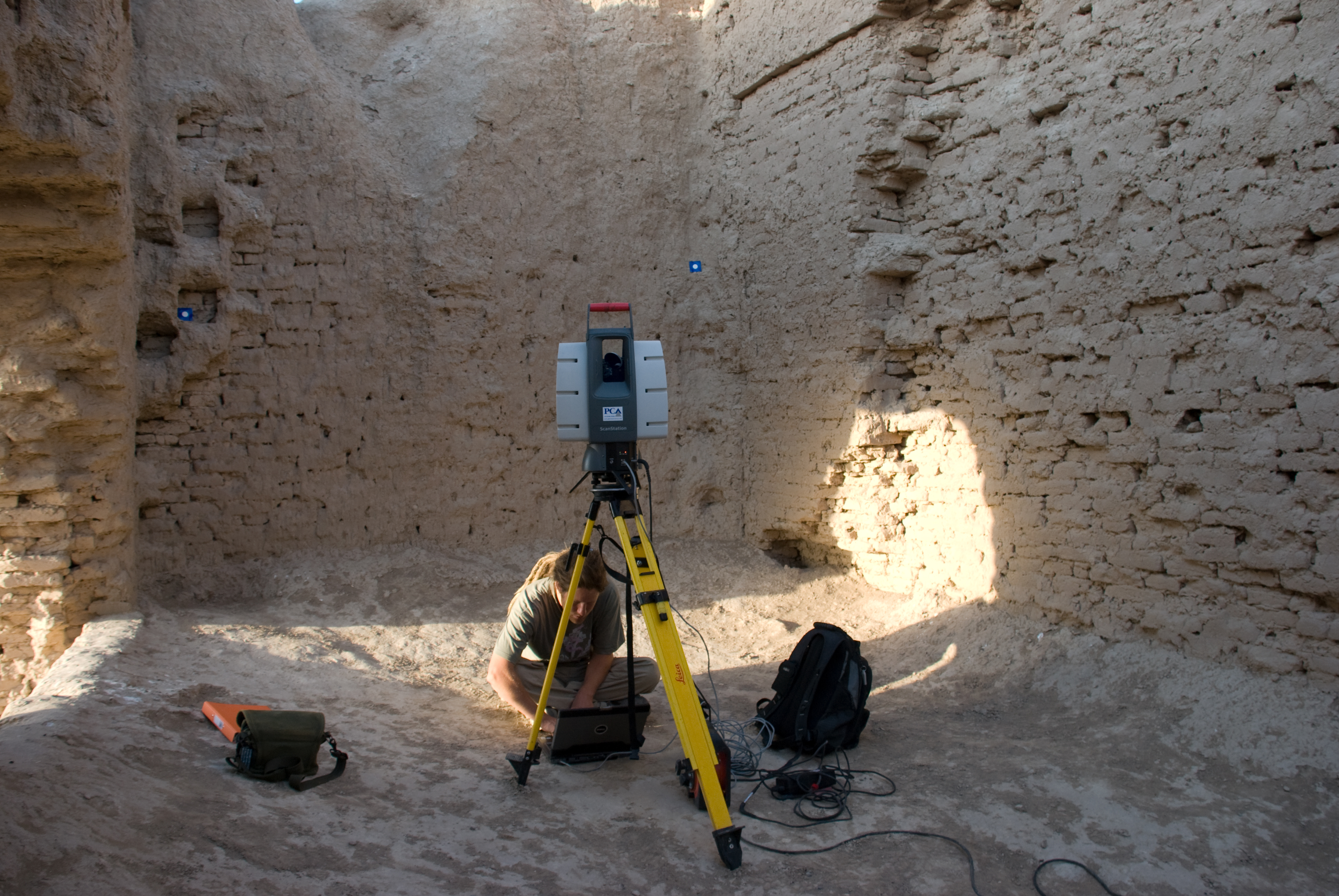
Interior de la Kepderihana, trabajando con un escáner 3D
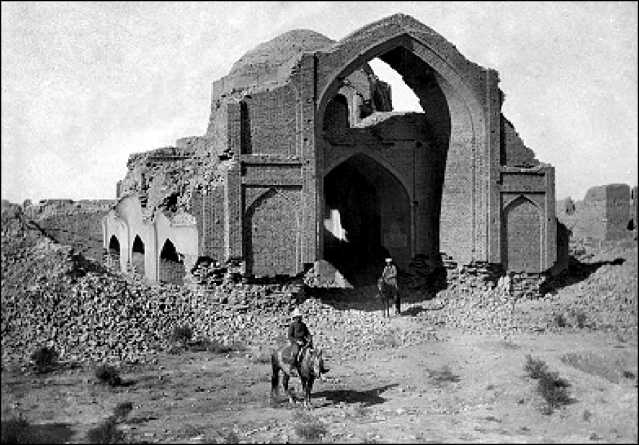
Mezquita de Merv (final del siglo XIX)
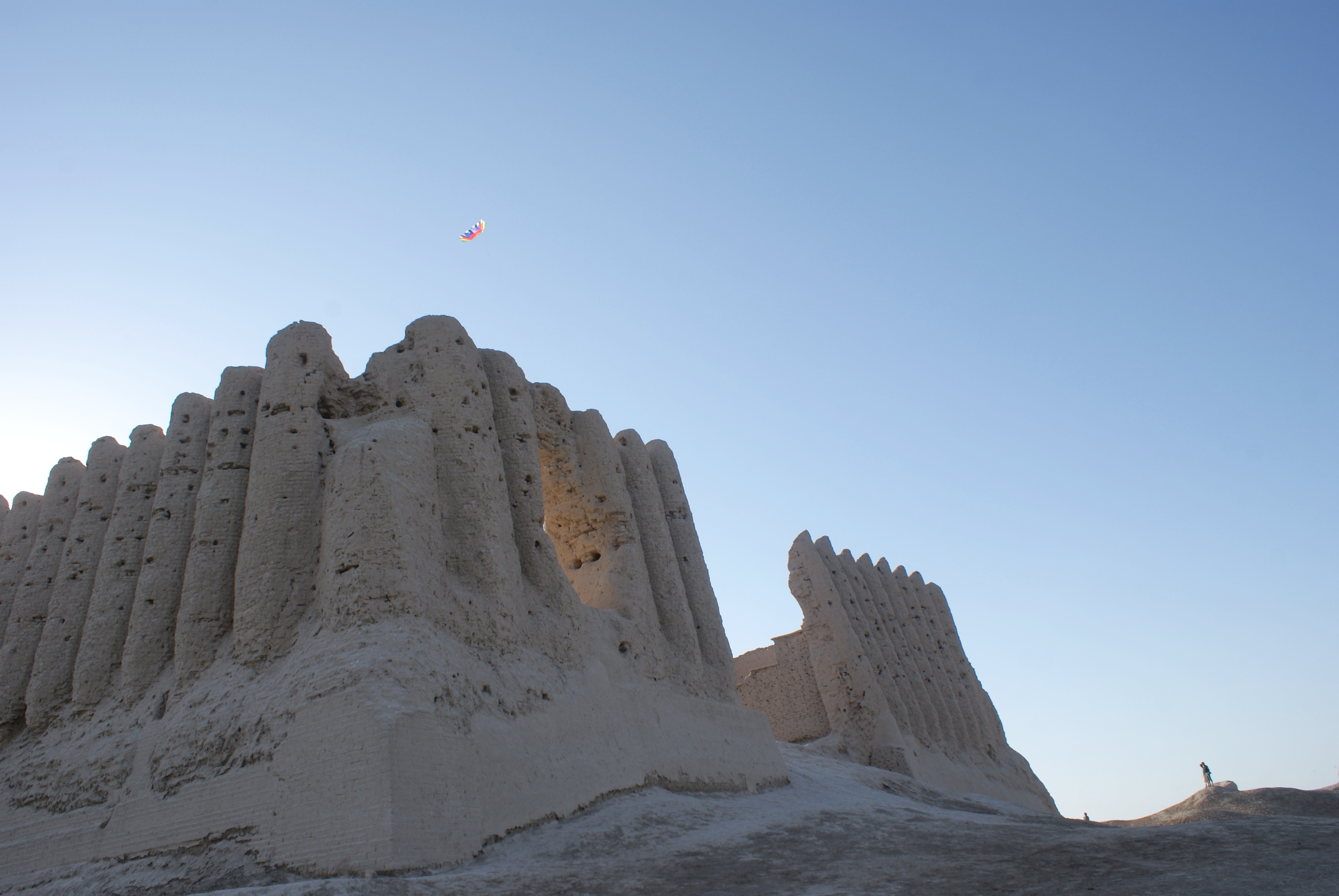
Gran Kyz Kala
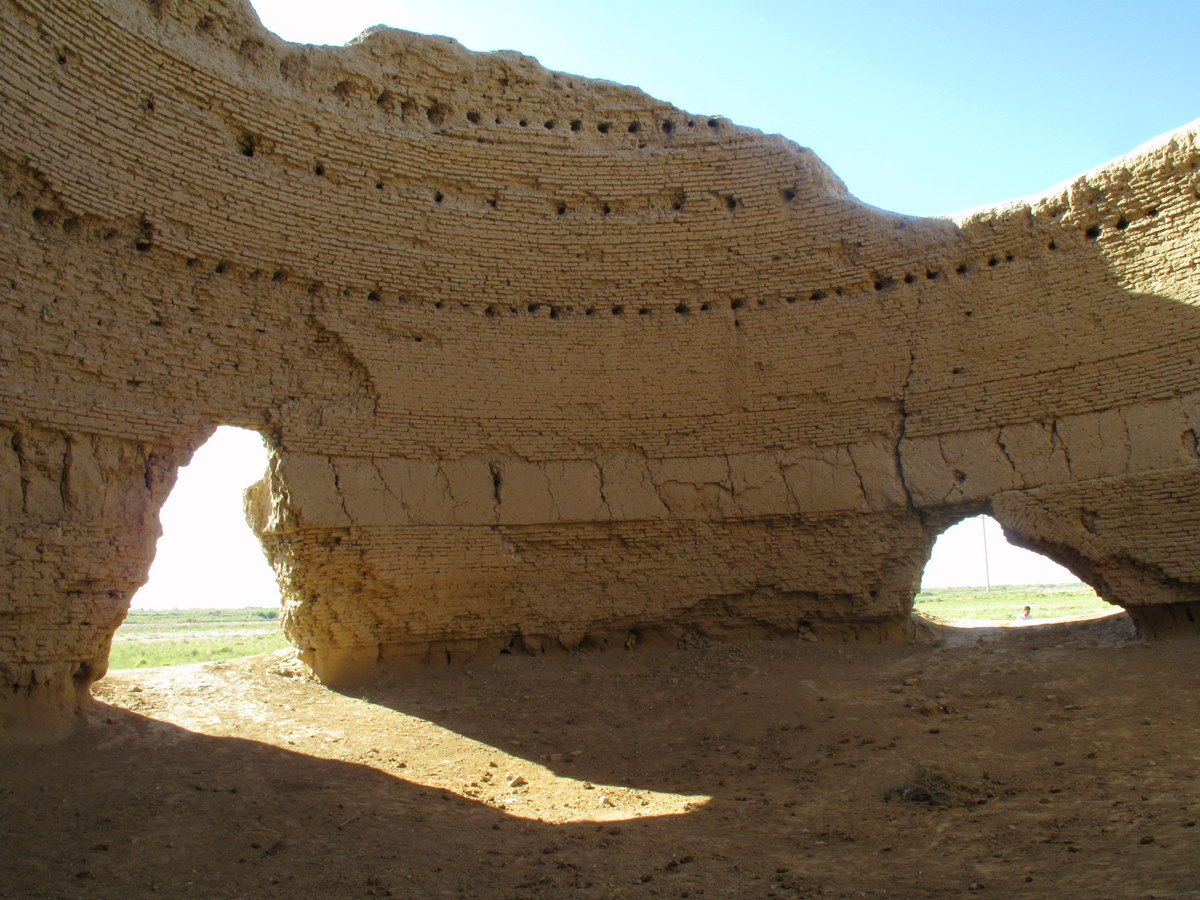
Interior de la Casa de hielo
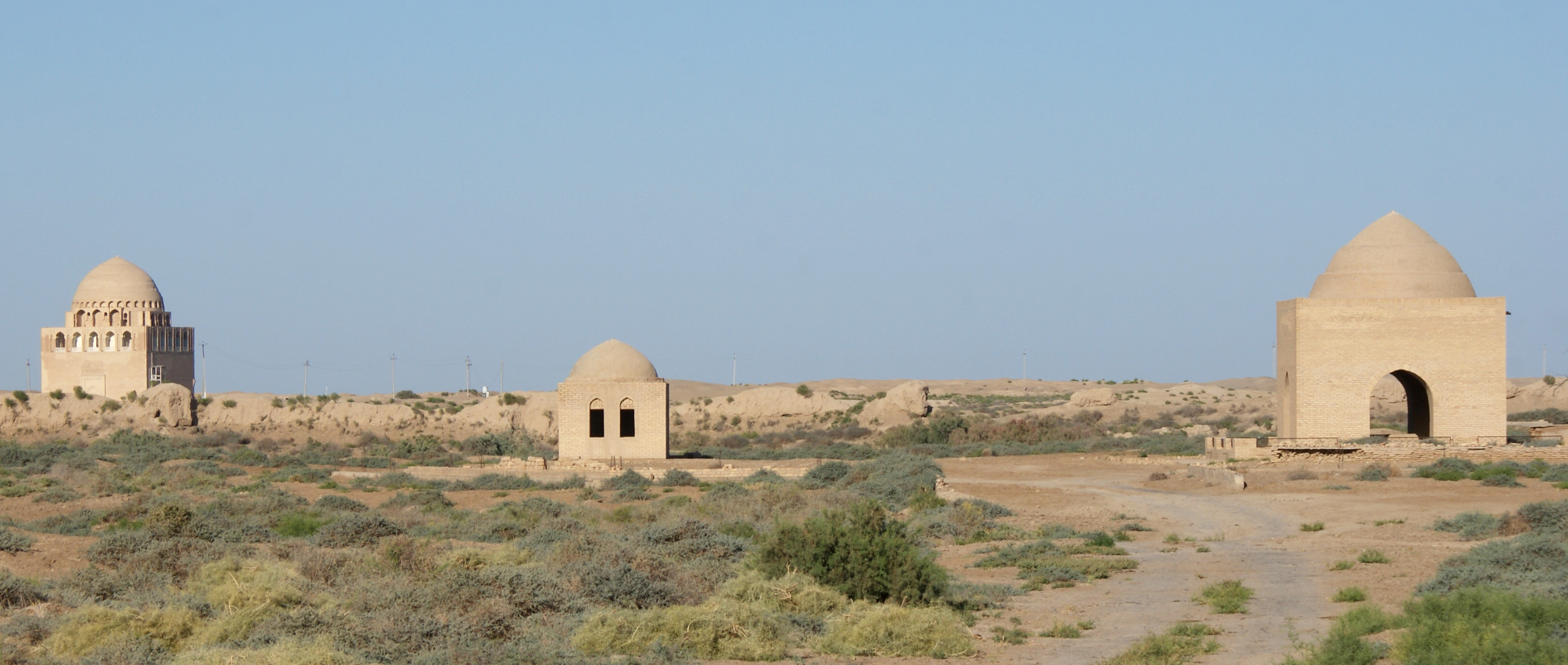
Complejo del mausoleo de Kyz Bibi
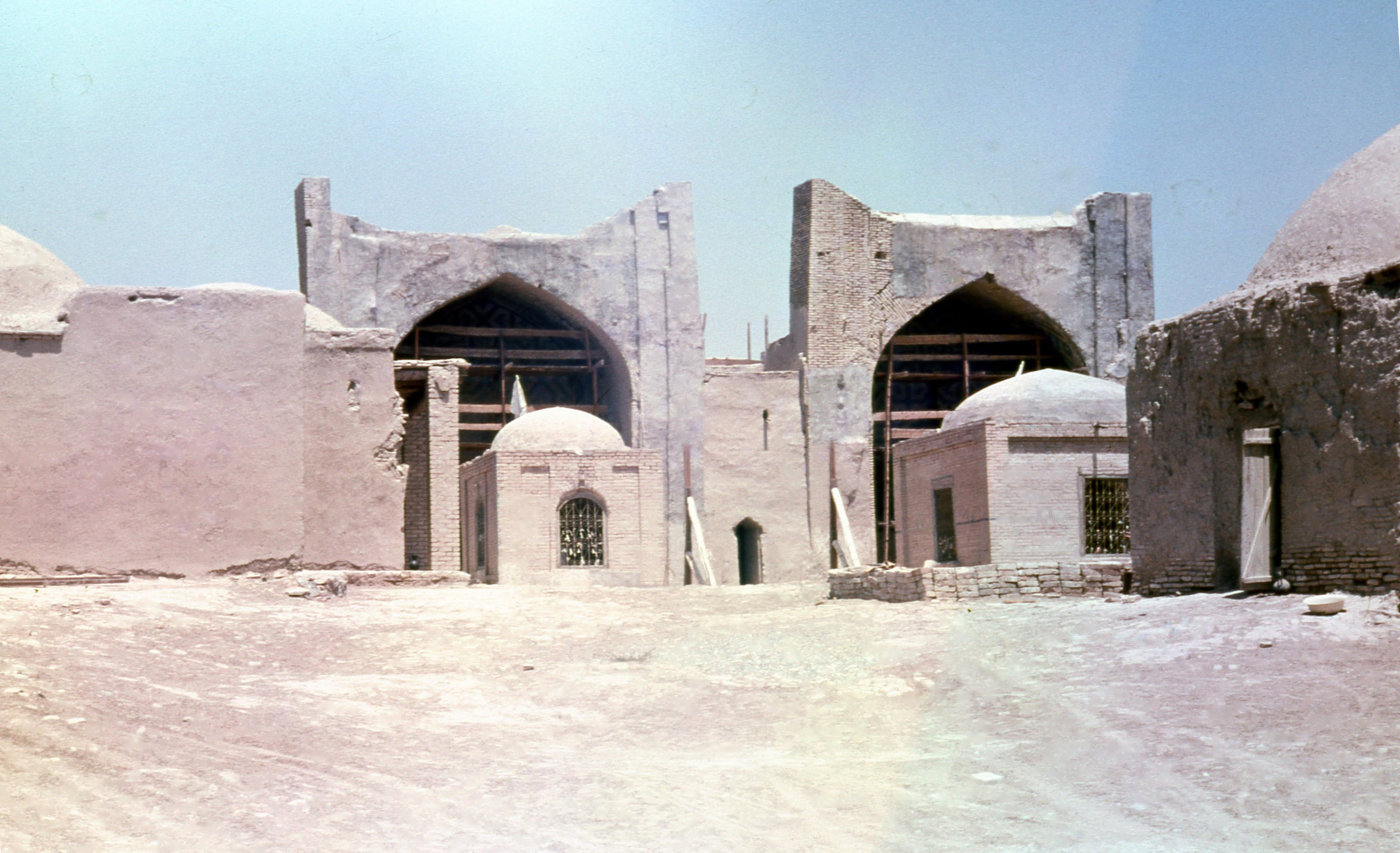
Foto de 1981 de la tumba de los hermanos Eskhab en el territorio de la antigua Merv